# Remparts de Sélestat
Les remparts de Sélestat (remparts Vauban) sont des vestiges des fortifications du XVIIe siècle de la ville de Sélestat.

## Localisation
Cette section de rempart est située au sud du centre de Sélestat, entre le Quai Albrecht, le Boulevard Vauban, la Rue de la Brigade Alsace-Lorraine et la piscine des remparts.

## Historique

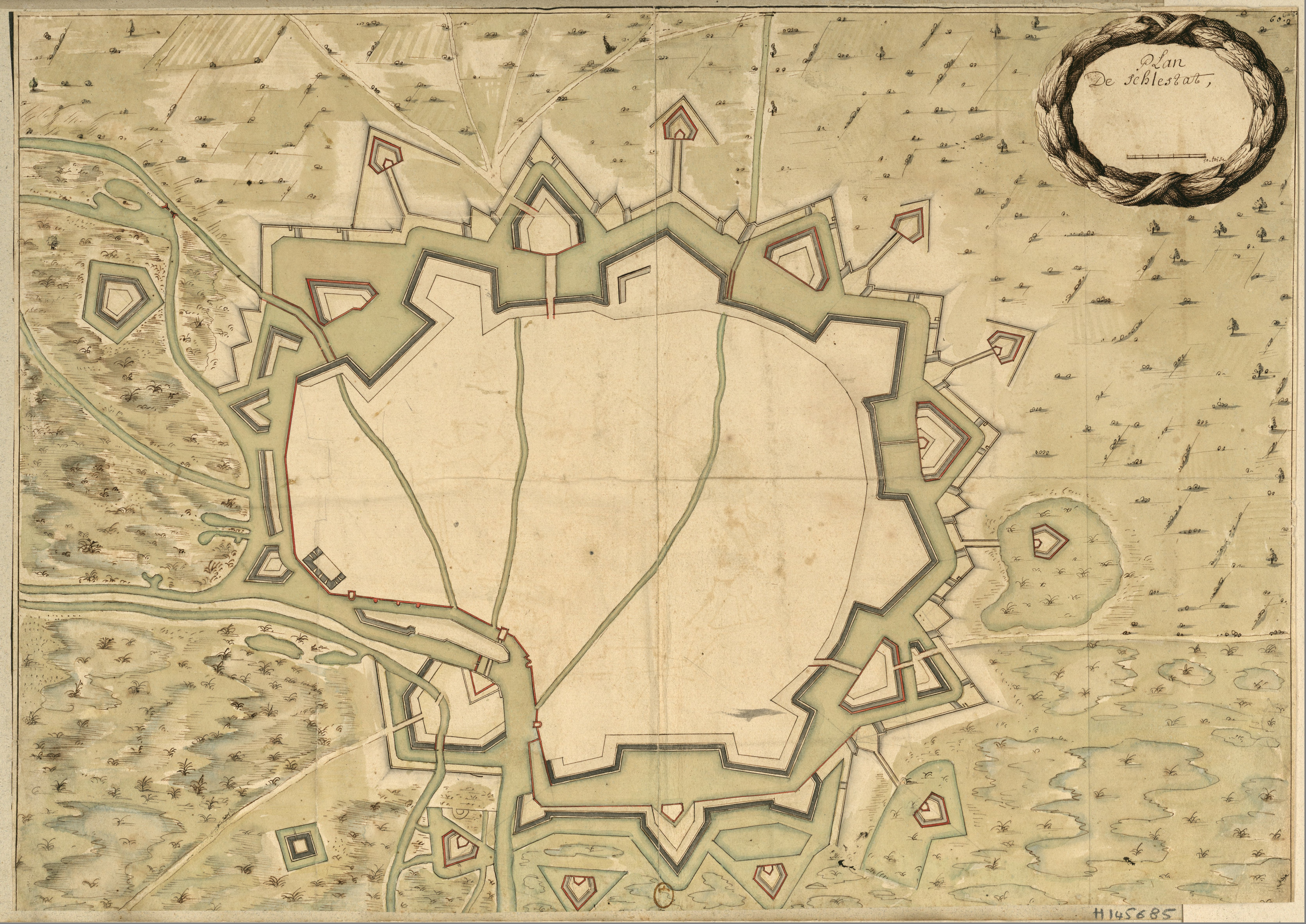
Plan des fortifications de Sélestat construites par Tarade et Vauban.

En 1673, Sélestat est une ville française. Les remparts médiévaux sont détruits et Louis XIV ordonne la construction d'une fortification moderne. Une nouvelle enceinte est construite de 1675 à 1691, sous la direction de Vauban et Tarade. Cette enceinte comportait huit bastions et trois portes : la porte de Colmar, la porte de Brisach et la porte de Strasbourg. La majeure partie de cette enceinte est détruite en 1875.
L'édifice fait l'objet d'une inscription au titre des monuments historiques depuis 1947.

## Vestiges
Vestiges de l'enceinte Vauban de 1675-1691 :
- Les Remparts de Sélestat, comprenant deux bastions reliés par une courtine : le bastion du Manège (ou des Suédois) à l'est et le bastion des Capucins à l'ouest.
- Le fronton sculpté de la porte de Colmar (détruite) qui a été déplacé sur le mur nord du bastion des Capucins[1] (Rue de la Brigade Alsace-Lorraine).

- La Porte de Strasbourg.
- Une poudrière[3] (située entre le 28 et le 30 boulevard Thier)
- Une portion des murs de la demi-lune de la porte de Brisach[3] (située derrière le bâtiment du Fonds régional d'art contemporain de Sélestat).

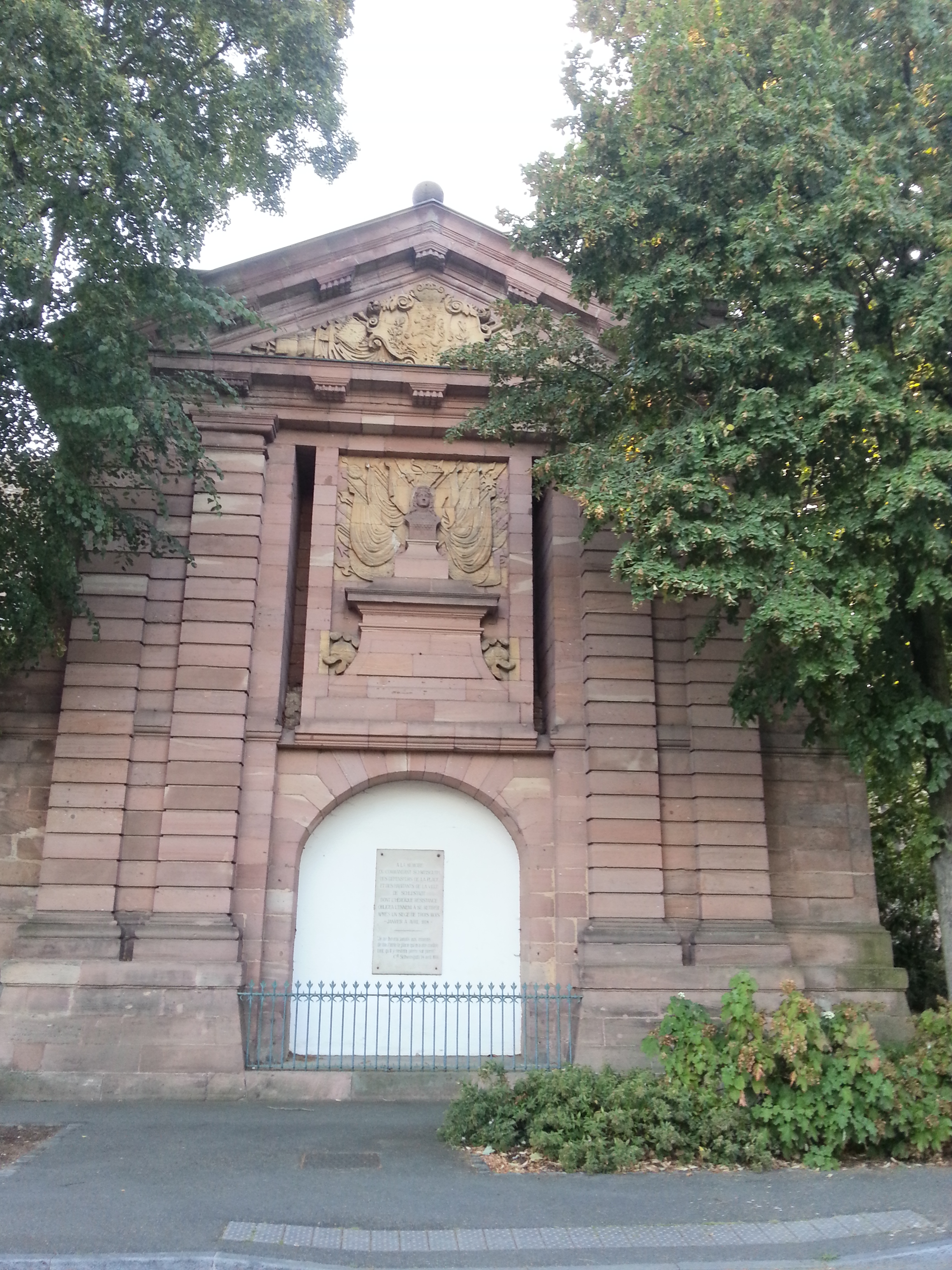
Façade extérieur de la Porte de Strasbourg.
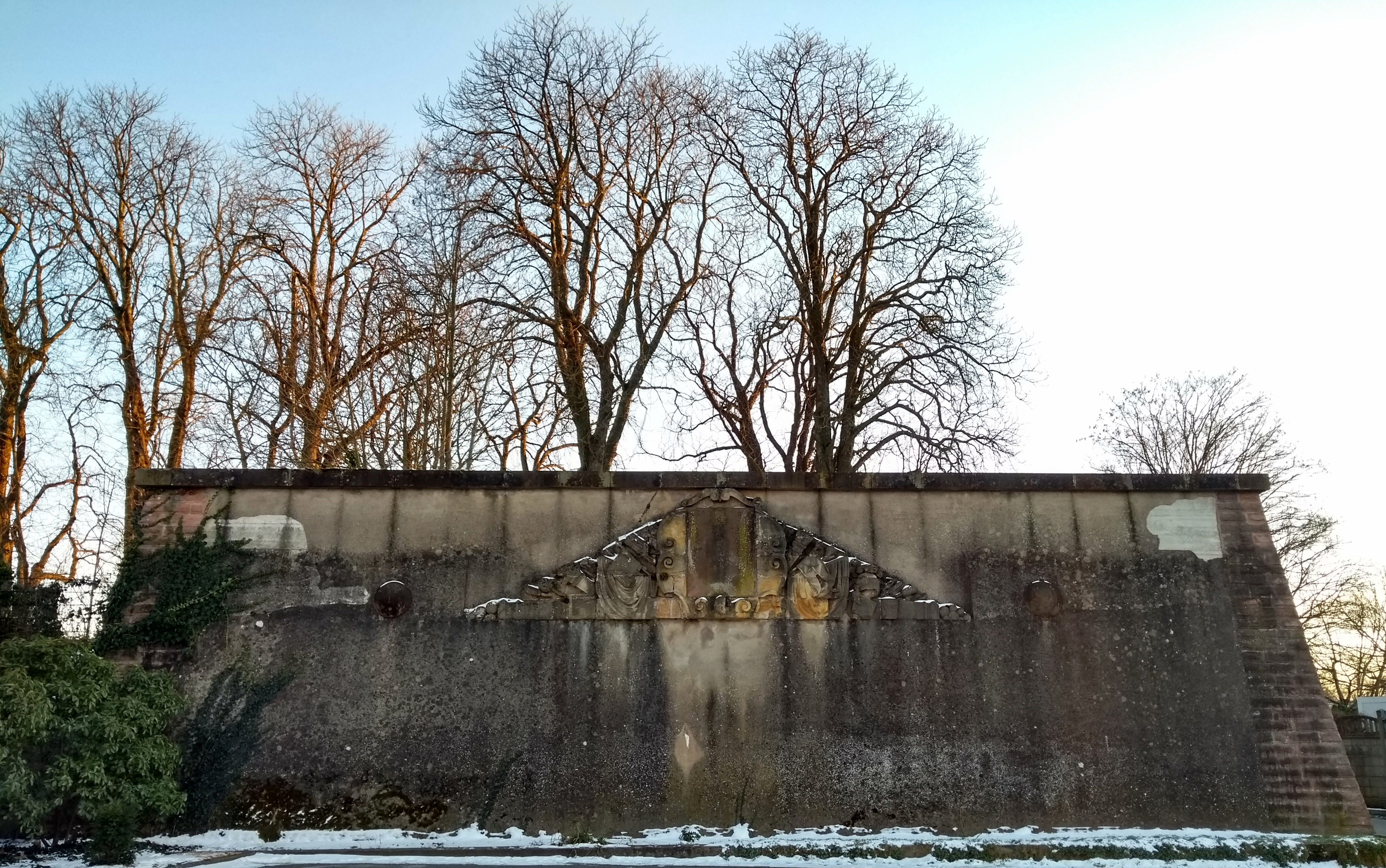
Fronton de la Porte de Colmar, déplacé dans le mur nord du bastion des Capucins.

## Art contemporain

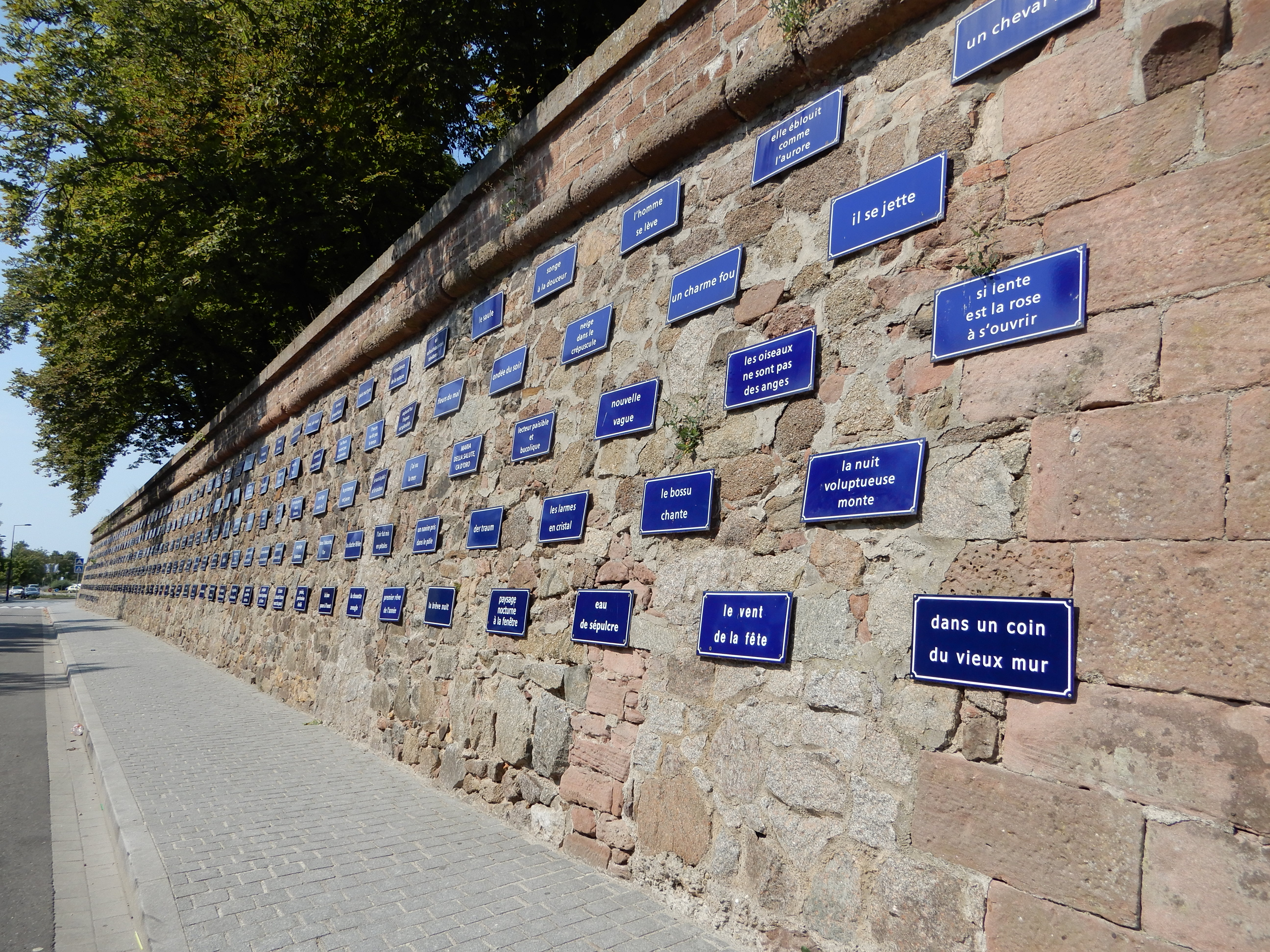
Point de rencontre : le rêve, Sarkis, (1993). Quai Albrecht.

La partie est du rempart, donnant sur le Quai Albrecht le long de l'Ill, accueille l'installation Point de rencontre : le rêve de l'artiste Sarkis (1993). 